# Provincia General Carrera
Provincia General Carrera är en provins i Chile.   Den ligger i regionen Región de Aisén, i den södra delen av landet, 1 500 km söder om huvudstaden Santiago de Chile. Antalet invånare är 6 835. Arean är 11 920 kvadratkilometer.
Terrängen i Provincia General Carrera är huvudsakligen mycket bergig.
Provincia General Carrera delas in i:
- Rio Ibañez
- Chile Chico

I omgivningarna runt Provincia General Carrera växer i huvudsak blandskog. Trakten runt Provincia General Carrera är nära nog obefolkad, med mindre än två invånare per kvadratkilometer.